# 114e escadrille de chasse polonaise
La 114e escadrille de chasse polonaise est une unité de l'armée de l'air polonaise de l'entre-deux-guerres.

## Historique
Stationnée à Varsovie-Okęcie lors de la mobilisation de 1939, la 114e, équipée des PZL P.11, rejoint la brigade de poursuite au sein de laquelle elle prend part aux combats à partir du terrain de Poniatów.

## Victoires aériennes
| Date       | Pilote                                                         | Appareil(s) abattu(s) |
| ---------- | -------------------------------------------------------------- | --------------------- |
| 01/09/1939 | capitaine Juliusz Frey                                         | He 111                |
| 01/09/1939 | caporal Andrzej Niewiara                                       | 1/2 He 111            |
| 05/09/1939 | capitaine Juliusz Frey                                         | 1/2 Henschel Hs 123   |
| 05/09/1939 | caporal Bielecki, aviateur Dąbrowski                           | Ju 87                 |
| 06/09/1939 | capitaine Frey, sous-lieutenant Szumowski, aspirant Wróblewski | Do 17 endommagé       |
| 08/09/1939 | sous-lieutenant Marian Szalewicz                               | Ju 86                 |
| 09/09/1939 | sous-lieutenant Marian Szalewicz                               | Ju 86                 |